# OTS 44
أو تي اس 44 (بالإنجليزية: OTS 44)‏ قزم بني يقع على بعد نحو 550 سنة ضوئية في كوكبة الحرباء أو تي أس 44 من ضمن قائمة النجوم الخفيفة. تقدر كتلة بحوالي 15 مرة أكبر من كتلة المشتري  و0.013 من كتلة الشمس تم اكتشافه في عام 1998
وبناء على الملاحظات الأشعة تحت الحمراء من مقراب سبيتزر الفضائي والتلسكوب الفضائي هيرشل OTS 44 هو أصغر قزم بني معروف وبينت ملاحظات الأشعة تحت الحمراء من مقراب سبيتزر الفضائي وجود قرص من دوامات الغبار المكونة للكواكب تحوم حول النجم، ويعتبر نظام كوكبي صغير مقارنة بالنظام الشمسي.

## اقرأ أيضا
- قائمة النجوم الخفيفة